# Leffinge
Leffinge is een polderdorp in de Belgische provincie West-Vlaanderen, het was een zelfstandige gemeente tot aan de gemeentelijke herindeling van 1977 en is sindsdien een deelgemeente van de kustgemeente Middelkerke. Leffinge ligt aan het kanaal Plassendale-Nieuwpoort.

## Geschiedenis
In de Romeinse tijd werd in Leffinge aan zoutwinning gedaan door zeewater te laten verdampen (zie ook Walraversijde). Opgravingen in 2010 hebben aangetoond dat er in de vroege middeleeuwen tussen 700 en 1100 na Christus al bewoning was t.h.v. een 'bult' (= terp) genaamd de ‘Oude Werf’. Het betreft de vroegste middeleeuwse bewoning in de kustvlakte, nadat het gebied ontvolkt was geraakt in de Laat-Romeinse tijd. Deze bewoning was reeds aanwezig voordat de kustvlakte bedijkt werd, in een gevarieerd en dynamisch landschap van schorren, slikken en geulen (waarvan de vlakbij gelegen waterloop Ieperlee nog een restant is). In dit landschap waren zoutwinning en schapenteelt wellicht de belangrijkste economische activiteiten. De vroege boeren die op de kleine terpen en hogere delen van het landschap woonden stonden ook duidelijk in contact met de rest van de Noordzeewereld. Overigens is dit niet de enige plaats van archeologisch en historisch belang in de omgeving. Vlakbij liggen de restanten van het leenhof van de adellijke familie van Cleyhem, die in het middeleeuwse Brugge een belangrijke politieke rol speelden en mogelijk hun wortels in Leffinge hebben. Een eerste kerk werd opgericht in de 10e eeuw.
Tussen 1907 en 1951 reed de NMVB-stoomtram Diksmuide-Oostende door het dorp. Buiten het dorp is een deel van de oude baan nu fietspad.

## Demografische ontwikkeling
- Bronnen:NIS, Opm:1831 tot en met 1970=volkstellingen; 1976 = inwoneraantal op 31 december

## Bezienswaardigheden

### Onze-Lieve-Vrouwekerk

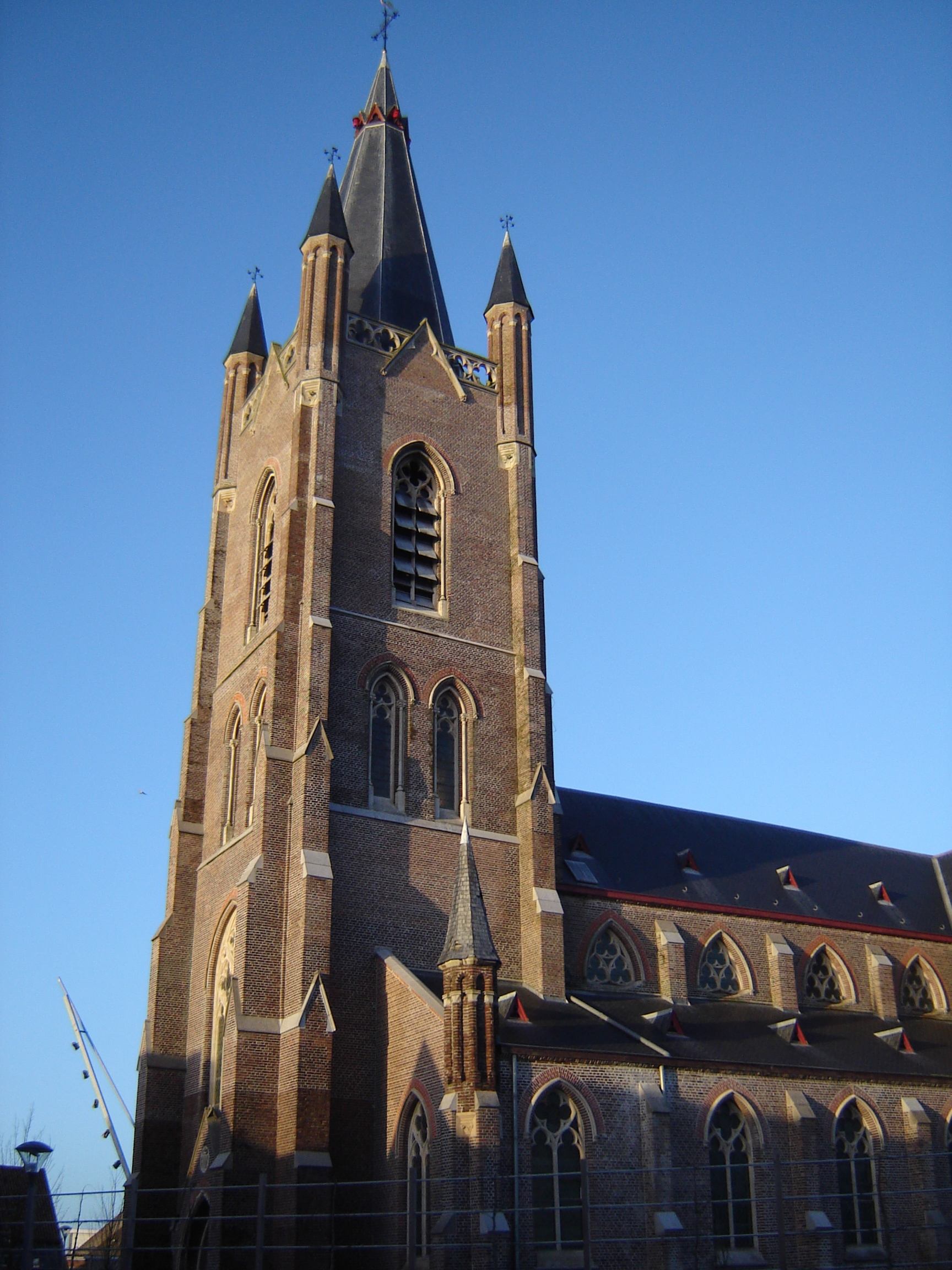
Onze-Lieve-Vrouwekerk

De Onze-Lieve-Vrouwekerk van Leffinge – ook wel de kathedraal van het Noorden genoemd – werd in 1879 ingewijd. De kerk werd op initiatief van de in Leffinge geboren bisschop Johan Joseph Faict aanzienlijk groter dan het aanvankelijk voor een bescheiden gemeente de bedoeling was geweest. Faict maakte dat de fondsen hiervoor beschikbaar werden. Gebouwd naar een ontwerp van de Brugse architect Antoine Verbeke, kreeg de kerk, naast de hoofdtoren, dertien torentjes waarvan het aantal verwijst naar het geboortejaar (1813) van bisschop Faict. De bouw ervan had bijna 30 jaar geduurd. De kerk is sinds 1976 als monument beschermd. 
In november 1980 besliste het schepencollege over te gaan tot de restauratie van de kerk. Deze restauratie verliep echter niet vlekkeloos. Enkele fases uit de restauratie waren niet succesvol door problemen met de aannemersbedrijven, en het duurde zelfs tot in 2010 voordat men weer aan de restauratie kon werken. Sinds oktober 1995 was de kerk jarenlang ontoegankelijk en dienden parochianen uit te wijken naar de omliggende kerken. Tijdens de restauratiewerken werd het graf van een tempelridder gevonden door de Oostendse architect Walter Snauwaert.
In 2019 vroeg het gemeentebestuur van Middelkerke (waar Leffinge sinds 1977 deel van uitmaakte) opheffing van deze parochiekerk. Het bisdom Brugge ging hiermee akkoord en de onttrekking van de kerk aan de eredienst, de opheffing van de parochie en het overdragen in eigendom van de kerk aan het gemeentebestuur gebeurde. De kerk werd in 2023 omgevormd tot een kunsttempel met werk van de Oostendenaar William Sweetlove.

### Klooster - 'Le petit château'

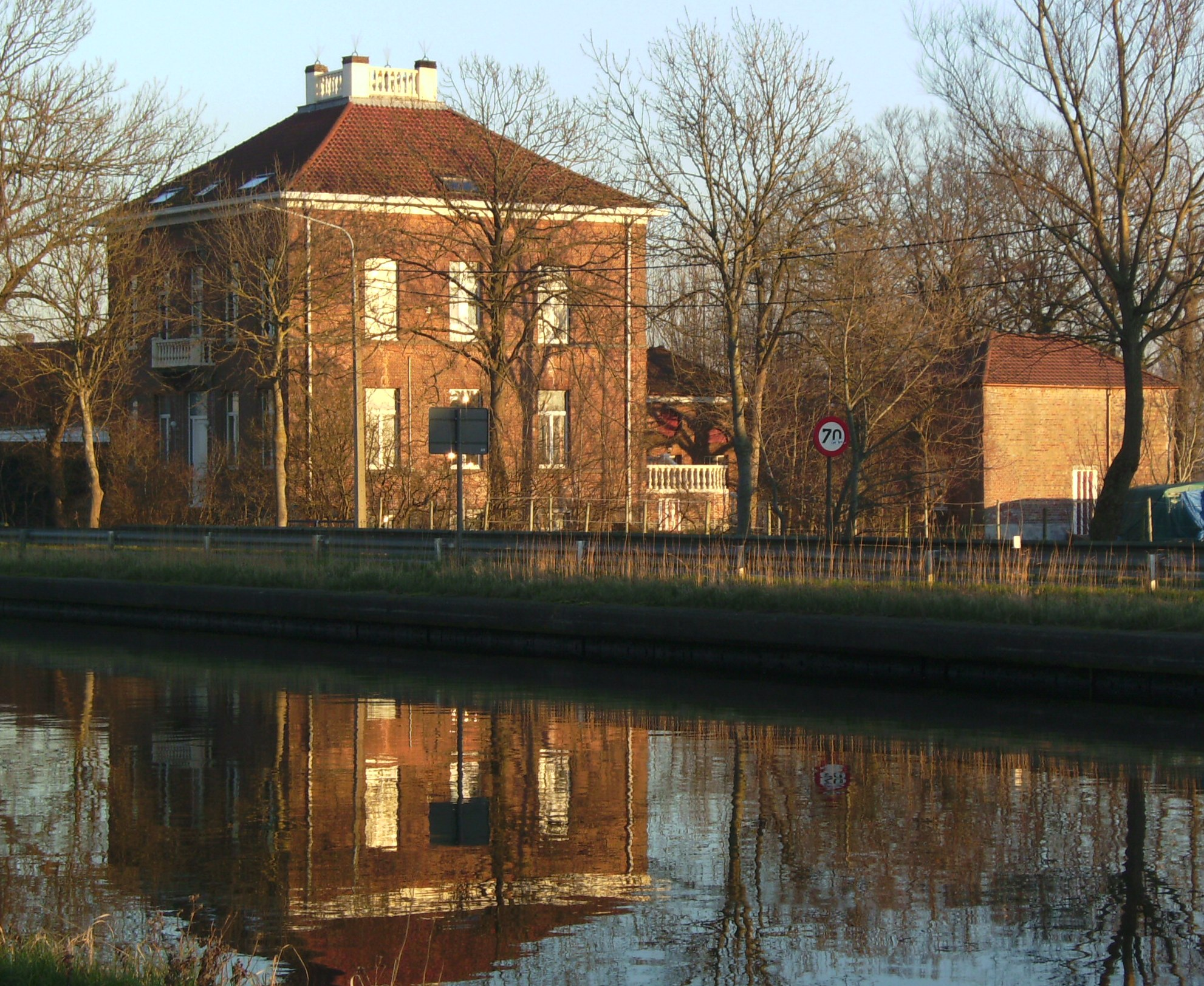
Het klooster gezien vanaf het kanaal

#### Ontstaan
In 1854 wordt door de Hoegaardse geneesheer Justinus Van Nerum een soort kasteel opgetrokken langsheen het kanaal Nieuwpoort-Plassendale. In 1876 verkoopt hij dit eigendom met zijn landerijen aan Mgr. Faict die het landgoed schenkt aan de congregatie van de Zusters van Liefde van Heule om er een oud mannenhuis en een school op te richten. In 1880 komt de eerste verpleegster-kloosterzuster aan en starten het 'Gesticht H. Joannes' en iets later ook de katholieke school voor meisjes. Aanvankelijk vinden de lessen plaats in de ruime salons van het klooster. Pas in 1882 worden de eerste klassen opgetrokken op het erf naast het gebouw (nu nummer 20).

#### Oorlogsverleden
In de oorlog 1914-1918 wordt het klooster opgeëist door de Duitse bezetter die van het klooster met zijn panoramisch gezicht zijn uitkijkpost maakt. Het strategische belang van het klooster en ook het feit dat er hoge Duitse officieren gelegerd zijn, maken dat het klooster – door de geallieerden gekend onder 'Le Petit Château' – het zwaar te verduren krijgt. Als triest hoogtepunt valt 14 september 1918 te melden; in een kwartier tijd vallen 150 bommen rondom Le Petit Château. Na jarenlange pogingen het te vernielen, blijken de geallieerden het precies georiënteerd te hebben. Het totaal onbewoonbare klooster wordt echter na de oorlog opnieuw hersteld en blijft als klooster verder bestaan.
In 1940-1945 wordt het klooster opnieuw opgeëist; tot aan de capitulatie door het Franse en het Belgische leger, daarna door de Duitse bezetter. De impact is dit keer evenwel minder groot; voor het grootste deel van de oorlog kan gewoon les gegeven worden en hoeven de zusters het klooster niet te ontruimen. Getuige van de bezetting tijdens de Tweede Wereldoorlog is een merkschets, gemaakt van op de belvédère van het klooster. Dit unieke stuk, uitzonderlijk geschilderd in verf op hout, toont de vier windstreken met vermelding van afstanden en levensechte voorstelling van hoeves en andere herkenningstekens. De merkschets werd inmiddels overgedragen aan het Atlantikwallmuseum te Raversijde zodat hij voor het nageslacht bewaard blijft.

#### Vandaag

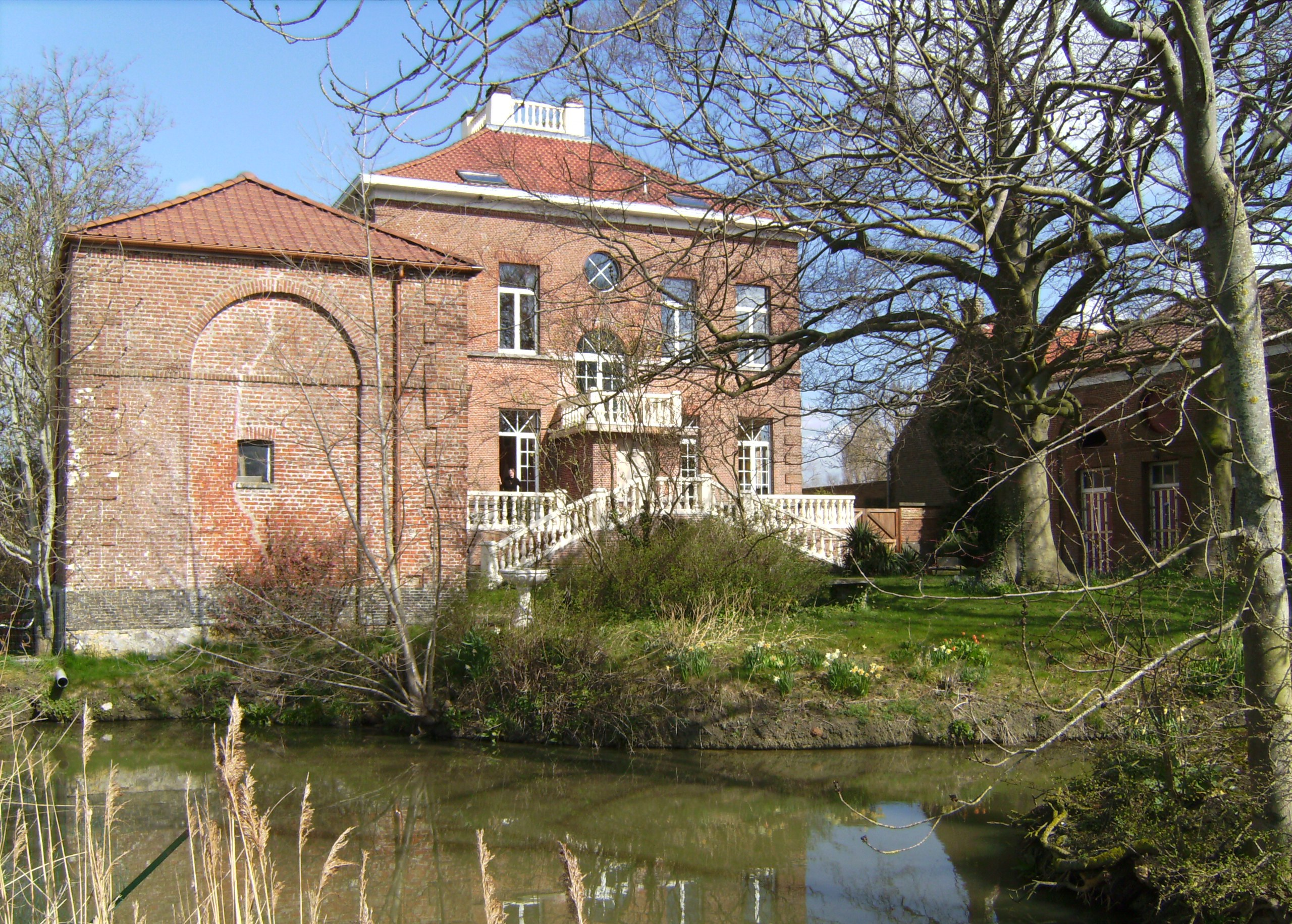
De parktuin van het klooster

Na de ontruiming van klassen en uiteindelijk ook klooster eind jaren 1960 komen deze in particulier bezit. Vanaf dan zijn het perceel met de klassen en dat met het klooster van elkaar gescheiden.
Het geheel valt op door de hoge authenticiteit van de gebouwen zoals de paardenstallen, het koetsiershuis en tal van originele elementen waar de 19e-eeuwse geest bewaard is gebleven. In de parktuin vindt men nog typische kloostertuinelementen terug, zoals natuurstenen banken en een 'Lourdesgrot'. De fraaie rode beuken en andere eeuwenoude bomen maken van deze kloostertuin een oase in dit polderlandschap.

### Molens
- De Rosmolen van de Kalkaertshoeve
- De Groenhagemolen

## Natuur en landschap
Leffinge ligt in het West-Vlaams poldergebied op een hoogte van ongeveer 2,5 meter. Het ligt aan het Kanaal Plassendale-Nieuwpoort. In het westen ligt het natuurgebied Puidebroeken.

## Evenementen
Midden in het dorp vindt Leffingeleuren plaats, een middelgroot muziekfestival (in totaal ongeveer 18.000 bezoekers) dat drie dagen lang duurt. Leffingeleuren vindt telkens in de tweede week van september plaats.

## Nabijgelegen kernen
Slijpe, Wilskerke, Stene, Snaaskerke, Zevekote
Deelgemeenten: Leffinge · Lombardsijde · Mannekensvere · Middelkerke · Schore · Sint-Pieters-Kapelle · Slijpe · Westende · Wilskerke

Belgische gemeenten · Arrondissement Oostende · West-Vlaanderen · Vlaanderen